# Грчки покрет отпора
Грчки покрет отпора (грч. Εθνική Αντίσταση),  је општи израз за бројне наоружане и ненаоружане групе из читавог политичког спектра које су се опирале окупацији Грчке од стране сила Осовине у периоду 1941–1944, током Другог светског рата. Сматра се једним од најјачих покрета отпора у нацистички окупираној Европи. Грчки партизани, познати као андартеси, контролисали су већи део села пре немачког повлачења из Грчке крајем 1944. године.

## Почеци
Пораст покрета отпора у Грчкој убрзан је инвазијом и окупацијом Грчке од стране Немачке (и њених савезника Италије и Бугарске) од 1941–1944. Италија је предњачила својим покушајем инвазије из Албаније 1940, коју је одбила грчка војска. После немачке инвазије, окупације Атине и пада Крита, краљ Ђорђе II и његова влада побегли су у Египат, где су прогласили владу у егзилу, коју су признали Савезници. Британци су увелико подстицали краља да именује центристичке, умерене министре, само два његова министра била су чланови диктаторске владе која је владала Грчком пре немачке инвазије. Упркос томе, неки из левичарског отпора тврдили су да је влада нелегитимна, због својих корена у диктатури Јоаниса Метаксаса од 1936. до 1941.
Немци су пре уласка у Атину успоставили колаборационистичку грчку владу, на челу са генералом Георгиосом Цолакоглуом. Неки високи официри предратног грчког режима служили су Немцима на разним функцијама. Међутим, овој влади је недостајао легитимитет и подршка, јер је била потпуно зависна од немачке и италијанске окупационе власти, и дискредитована због неспособности да спречи уступање већег дела грчке Македоније и Западне Тракије Бугарској. И колаборационистичка влада и окупационе снаге додатно су поткопане због неуспеха у спречавању избијања Велике глади, при чему је стопа смртности достигла врхунац током зиме 1941–1942, што је озбиљно наштетило грчком цивилном становништву.

## Прво деловање отпора
Иако постоји непотврђени инцидент повезан са Константиносом Кукидисом, чланом Евзонија, на дан када су Немци окупирали Атину, први потврђени чин отпора у Грчкој догодио се у ноћи 30. маја 1941. године, чак и пре краја битке за Крит. Двојица младих студената, Апостолос Сантас, студент права, и Манолис Глезос, студент Атинског универзитета економије и пословања, потајно су се попели на северозападну страну Акропоља и срушили нацистичку заставу коју су тамо поставиле окупационе власти.
Први шири покрети отпора јавили су се у северној Грчкој, где су Бугари анектирали грчке територије. Први масовни устанак догодио се око града Драме у источној Македонији, у бугарској окупационој зони. Бугарске власти покренуле су политику бугаризације, што је изазвало реакцију грчког становништва. Током ноћи између 28. и 29. септембра 1941. године људи из Драме и њених предграђа покренули су устанак. Ову лоше организовану побуну сузбила је бугарска војска, која је узвратила погубивши преко три хиљаде људи само у Драми. Процењује се да је бугарска окупациона војска током следећих неколико недеља убила петнаест хиљада Грка, а многа села су била изрешетана и опљачкана. Град Доксато и село Чаталџа званично се данас сматрају градовима мученицима..
Истовремено, у македонским градовима су велике демонстрације организовали Браниоци севера Грчке, десничарска организација, у знак протеста против бугарске анексије грчких територија.
Наоружане групе које су чинили андартеси -αντάρτες ("герилци") први пут су се појавиле у планинама Македоније октобра 1941. године, а први оружани сукоби довели су до тога да су Немци у одмазди убили 488 цивила, што је успело озбиљно да ограничи активност отпора током следећих неколико месеци. Међутим, ове оштре акције, заједно са пљачком грчких природних ресурса од стране Немаца, окренуле су Грке све више против окупатора.

## Оснивање првих група отпора
Недостатак легитимне владе и неактивност успостављене политичке класе створили су вакуум моћи и довело до одсуства места окупљања грчког народа. Већина официра и грађана који су желели да наставе борбу побегли су на Средњи исток под контролом Британије, а они који су остали били су несигурни у своје изгледе против Вермахта. Оваква ситуација резултирала је стварањем неколико нових групација, у којима је предратни естаблишмент углавном био одсутан, који је преузео улогу отпора окупационим силама.
Прве групе отпора почеле су да се појављују неколико месеци након почетка окупације Грчке, попут војне организације Гривас, основане у јуну 1941. и организације „Слобода“, коју је предводио пуковник Димитриос Псарос, основане у јулу 1941. Такође, јуна 1941. године, убрзо након завршетка битке за Крит, основана је организација „Врховни комитет критске борбе“ (АЕАК).
Прва велика организација отпора која је основана био је Народноослободилачки фронт (ЕАМ), који је до 1944. године имао више од 1.800.000 чланова (грчко становништво тада је бројило око 7.500.000). ЕАМ су организовале Комунистичка партија Грчке (ККЕ) и друге мање странке, док су главне предратне политичке странке одбиле да учествују било у ЕАМ-у или било којем другом покрету отпора. Дана 16. фебруара 1942, ЕАМ је дао дозволу комунистичком ветерану, Атанасиосу (Танасис) Кларасу (који је користио ратно име Арис Велухиотис) да испита могућности оружаног покрета отпора.  Иако је њено оснивање најављено крајем 1941. године, није било војних дела све до 1942. године, када је створена Народноослободилачка војска Грчке (ЕЛАС).
Друга по величини организација била је Народна републиканска грчка лига оријентисана на венизелизам (ЕДЕС), коју је предводио бивши официр војске, пуковник Наполеон Зервас, а чији је номинални шеф био прогнани републички генерал Николаос Пластирас.

## Отпор у планинама –Андартико
Грчка је планинска земља, са дугом традицијом у андартику (грчки: "αντάρτικο", "герилски рат"), која датира још из времена клептова (антитурских бандита) из османског периода, који су често уживали статус народних хероја. Четрдесетих година прошлог века села су била сиромашна, путна мрежа није била добро развијена, а државну контролу изван градова обично је вршила грчка жандармерија. Али до 1942. године, због слабости централне владе у Атини, села су постепено почела да устају против окупатора, док су групе отпора стекле чврсту и широку организацију, паралелну и ефикаснију од оне званичне државе.

### Појава оружаног отпора
У фебруару 1942, ЕАМ, организација коју је контролисала локална Комунистичка партија, формирала је војни корпус ЕЛАС, који ће прво деловати у планинама централне Грчке, на челу са Арисом Велухиотисом, комунистичким активистом. Касније, 28. јула 1942, центристички бивши официр, пуковник Наполеон Зервас, најавио је оснивање Националних група грчких герилаца (ЕОЕА), као војне јединице ЕДЕС-а, која ће прво деловати у региону Етолија-Акарнанија. Национално и социјално ослобођење (ЕККА) такође је формирало војни корпус, назван по чувеном пуку 5/42 Евзони, под пуковником Димитриосом Псаросом, који је углавном био локализован на подручју планине Гиона.
До лета 1942, окупационе власти имале су мало проблема са оружаним отпором, који је још увек био у повоју. Нарочито су Италијани, контролишући већи део села, сматрали да је ситуација нормализована. Од тог тренутка, међутим, отпор је почео убрзано да расте, посебно са ЕАМ/ЕЛАС-ом који се брзо ширио. Наоружане групе напале су и разоружале локалне жандармеријске станице и изоловале италијанске предстраже или су обилазиле села и држале патриотске говоре. Италијани су били приморани да преиспитају своју процену и предузму мере попут депортације официра у логоре у Италији и Немачкој, што је само подстакло да се масовно придруже подземљу бежећи „у планине".
Ови догађаји су се појавили најдраматичније када је Грчки отпор показао своје постојање свету једним од најспектакуларнијих ратних диверзантских чинова, дизањем у ваздух моста Горгопотамос, који је повезивао северну и јужну Грчку, 25. новембра 1942. Ова операција је резултат британског посредовања између ЕЛАС-а и ЕДЕС-а (Операција Харлинг), спроведено од стране 12 британских специјалаца (УСО) за саботажу и заједничких снага ЕЛАС-ЕДЕС-а. Ово је био први и последњи пут да ће две главне групе отпора сарађивати због брзог развоја ривалства и идеолошког размимолажења између њих.

### Оснивање „Слободне Грчке“
Ипак, непрестани напади и саботаже уследили су против Италијана, попут битке код Фардикампоса, што је резултирало заробљавањем неколико стотина италијанских војника и значајне количине опреме. До касног пролећа 1943. Италијани су били приморани да се повуку из неколико области. Градови Кардица, Гребен, Трикала, Мецово и други ослобођени су до јула. Снаге Осовине и њихови сарадници остали су под контролом само главних градова и повезаних путева, а унутрашњост је била препуштена андартесима. Ово је била „Слободна Грчка“, која се протезала од Јонског до Егејског мора и од граница немачке зоне у Македонији до Беотије, територије од 30.000 км² и 750.000 становника.

### Италијански колапс и немачко преузимање
У то време (јул 1943), укупна снага андартаса била је око 20-30,000, са већином припадника ЕЛАС-а, под командом генерала Стефаноса Сарафиса. ЕДЕС је у операцијама био ограничен на Епир, а ЕККА је деловала на малом подручју у централној Грчкој. Италијанска капитулација септембра 1943. године омогућила је успешно деловање отпора, јер се италијанска војска на многим местима једноставно распала. Већину италијанских трупа Немци су брзо разоружали и интернирали, али је на Кефалонији дивизија Aкви пружала отпор отприлике недељу дана (придружили су им се борци ЕЛАС-а) пре него што је била приморана да се преда, а Немци су је у знак одмазде масакрирали. На многим местима значајне количине наоружања и опреме, као и људи, пали су у руке отпора. Најспектакуларнији је случај дивизије Пинероло и коњичког пука Ланчјери ди Аоста, који су у потпуности прешли на страну ЕАМ-а.
Немци су сада заузели италијанску зону и убрзо се показали као потпуно другачији противник од деморалисаних, уморних од рата и далеко мање бруталних Италијана. Већ од раног лета 1943. немачке трупе су се сливале у Грчку, плашећи се савезничког искрцавања (у ствари били су жртве велике савезничке стратешке обмане, "Операција Барклеј"). Убрзо су се укључили у широке контрадиверзалне операције, које су извели са великом безобзирношћу, на основу својих искустава у Југославији. Током ових операција извршене су масовне репресалије што је резултирало ратним злочинима као што су Комено 16. августа, масакр у Калаврити у децембру и масакр у Дистому у јуну 1944. Истовремено, стотине села систематски су спаљена и скоро милион људи остало је без крова над главом.

### Увод у грађански рат: први сукоби
Упркос потписивању споразума у јулу 1943. између три главне групе отпора (ЕАМ / ЕЛАС, ЕДЕС и ЕККА) о сарадњи и подвргавању савезничкој високој команди Блиског истока под командом генерала Вилсона, на политичком пољу ескалирало је међусобно неповерење између ЕАМ-а и осталих група. ЕАМ-ЕЛАС је до сада био доминантна политичка и војна сила у Грчкој, а ЕДЕС и ЕККА, заједно са британском и грчком владом у емиграцији, плашили су се да ће након неизбежног немачког повлачења покушати да доминирају земљом и успоставе совјетски режим. Ова перспектива није била повезана само са све већим неповерењем које су многи конзервативни и традиционални либерални чланови грчког друштва показивали према комунистима и ЕАМ-у, већ и са Британцима. Британци су се противили послератној доминацији ЕАМ-а у Грчкој због њиховог политичког противљења комунизму, док су по логици сфера утицаја веровали да ће такав развој догађаја водити земљу која традиционално сматра да припада њиховој сфери утицаја , на страну Совјетског Савеза. Коначно се сукоб интереса између њих и СССР-а решио након што су Британци обезбедили совјетски пристанак на то у такозваном "Договору о процентима" између Черчила и Стаљина октобра 1944. ЕАМ је себе сматрао „једином истинском групом отпора“ . Њено руководство је са подозрењем гледало на подршку британске владе ЕДЕС-у и ЕККА-и, и са неповерењем је гледало на Зервасове контакте са Лондоном и грчком владом.
Истовремено, ЕАМ се нашао на удару Немаца и њихових сарадника. Доминирала је стара политичка класа, а гледајући већ на надолазећу еру након ослобођења, нова влада Јоаниса Ралиса основала је злогласне безбедносне батаљоне, уз благослов немачких власти, како би се борила искључиво против ЕЛАС-а. Друге антикомунистичке групе отпора, попут ројалистичке Организације „Х“, такође су ојачане, од Британаца су добијали оружје и средства.
Сада се под очима Немаца водио виртуелни грађански рат. У октобру 1943. ЕЛАС је напао ЕДЕС у Епиру, где је потоња организација била доминантна група отпора, пребацивањем јединица из суседних региона. Овај сукоб се наставио до фебруара 1944. године, када је британска мисија у Грчкој успела да преговара о прекиду ватре (споразум из Плаке) који се показао само привременим. Напад је довео до незваничног примирја између ЕДЕС-а и немачких снага у Епиру под вођством генерала Хуберта Ланца.  Али борба се наставила међу ЕЛАС-ом и осталим мањим групама отпора (попут организације „Х“), као и против безбедносних батаљона, чак и на улицама Атине, до повлачења Немачке у октобру 1944. У марту је ЕАМ је добио ривала у Слободној Грчкој, Политички одбор за национално ослобођење, јасно изјављујући своју претензију на доминантну улогу у послератној Грчкој. Сходно томе, на Ускршњи понедељак, 17. априла 1944. године, снаге ЕЛАС-а напале су и уништиле ЕККА-ин пук 5/42, заробивши и погубивши многе људе, укључујући и његовог вођу пуковника Димитриоса Псароса. Догађај је изазвао велики шок на грчкој политичкој сцени, јер је Псарос био познати републиканац, патриота и антиројалиста. За ЕАМ-ЕЛАС овај чин је био кобан, јер је ојачао сумњу у његове намере у постокупацијском периоду и натерао многе либерале, посебно у градовима, да се окрену против њега, што је довело до поделе у грчком друштву између про- и анти-ЕАМ-а.

## Отпор на острвима и Криту
Отпор на Криту био је усредсређен на планинску унутрашњост, и упркос снажном присуству немачких трупа, развио је значајну активност. Међу значајним личностима Критског отпора били су Патрик Фермор, Ксан Фелдинг, Дадлеј Перкинс, Томас Данбабен, Петракогиоргис, Кимонас Зографакис, Манолис Патеракис и Георгиос Псичундакис. Операције отпора обухватале су саботаже на аеродромима, отмицу генерала Хајнриха Крајпеа од стране Патрика Фермора и Станлеја Моса, битку код Трахилија и саботажу Дамасте. Као одмазду, многа села су срушена и њихови становници убијени током антипартизанских операција. Примери укључују Аликианос, Кали Сикиу, Каликратис, Кондомари, Малатирос, рушења Канданоса, Аногеје и Вориције, холокаусте у Вианосу и Кедросу и бројне инциденте мањег обима.
На Евбеји је Сара Фортис предводила малу, потпуно женску чету партизана против немачких окупационих снага.

## Отпор у градовима
Отпор у градовима организован је брзо, али групе су биле мале. Градови, а посебно предграђа Атине насељена радничком класом, били су сведоци застрашујућих патњи током зиме 1941-1942, када су одузимање хране и поремећене комуникације проузроковале широку глад и можда стотине хиљада смртних случајева. То је створило плодно тло за регрутовање, али недостатак опреме, средстава и организације ограничио је ширење отпора. Главне улоге оперативаца отпора биле су обавештајна служба и саботажа, углавном у сарадњи са британском обавештајном службом. Један од најранијих послова урбаног отпора помагао је насуканим војницима Комонвелта да побегну. Групе отпора су путем бежичних уређаја остале у контакту са британским руководиоцима, састајале су се и помагале британским шпијунима и диверзантама, пружали обавештајне податке, спроводили пропагандне напоре и водили мреже за бекство савезничких оперативаца и грчких младића који су желели да се придруже грчким снагама у егзилу. Бежичну опрему, новац, оружје и другу подршку углавном је испоручивала британска обавештајна служба, али то никада није било довољно. Фрагментација група, потреба за тајношћу и нови сукоби између деснице и левице, монархиста и републиканаца, нису помогли. Рад на градском отпору био је врло опасан: оперативци су увек били у опасности од хапшења и погубљења по кратком поступку и претрпели су велике жртве. Абвер и Гестапо, су рутински мучили заробљене борце, а признања су користила за откривање мрежа. Посао бежичних оператора био је можда најопаснији, јер су Немци користили опрему за проналажење смера како би одредили локацију предајника, на оператере се често пуцало на лицу места, а то је за њих и била ,,срећна“ околност, јер је брзо погубљење било боље од мучења.

### Урбани протест
Један од најважнијих облика отпора били су масовни протестни покрети. Први такав догађај догодио се током националне годишњице 25. марта 1942, када су студенти покушали да положе венац на Споменик незнаном војнику. То је резултирало сукобима са Карабинијерима, и обележило је буђење духа Отпора шире градске популације. Убрзо након тога, од 12. до 14. априла, радници "ТТТ" (Телекомуникације и пошта) започели су штрајк у Атини, који се проширио широм земље. У почетку су захтеви штрајкача били финансијски, али су брзо попримили политички аспект, јер је штрајк подстакла ЕАМ-ова синдикална организација. Коначно, штрајк је завршен 21. априла, пуном капитулацијом колаборационистичке владе пред захтевима штрајкача, укључујући тренутно пуштање ухапшених вођа штрајка.
Почетком 1943. године прошириле су се гласине о планираној мобилизацији радне снаге од стране окупационих власти, са намером да их пошаљу на рад у Немачку. Прве реакције почеле су међу студентима 7. фебруара, али су убрзо порасле у обиму и обиму. Током целог фебруара узастопни штрајкови и демонстрације парализовали су Атину, кулминирајући масовним протестом 24. августа. Напета клима је обилато била изражена на сахрани грчког националног песника, Костиса Паламаса, 28. фебруара, што је прерасло у демонстрацију против сила Осовине.

## Укључени ризици
Одупирање окупацији Осовине било је испуњено ризицима. Партизани су се сукобљавали са немачком војском која је била далеко супериорнија. Међутим, герилци су се такође морали суочити са глађу, бруталним еколошким условима у планинама Грчке, док су били лоше одевени и обувени.
Отпор је такође подразумевао ризике за обичне Грке. Напади су често подстицали на одмазде над цивилима од стране немачких окупаторских снага. Села су спаљена, а њихови становници масакрирани. Немци су прибегли и узимању талаца. Било је и оптужби да се многи напади ЕЛАС-а на немачке војнике нису догодили из разлога отпора, већ са циљем уништавања одређених села и врбовања њихових људи. Чак су уведене квоте које одређују број цивила или талаца који ће бити убијени као одговор на смрт или рањавање немачких војника.

## Табела главних група отпора
| Назив                                             | Политичка оријентација                                            | Политички вођа                                     | Војска                                                                   | Војни вођа                            | Estimated peak membership                    |
| ------------------------------------------------- | ----------------------------------------------------------------- | -------------------------------------------------- | ------------------------------------------------------------------------ | ------------------------------------- | -------------------------------------------- |
| Народноослободилачки фронт (грч. Εθνικό Απελευθερωτικό Μέτωπο, ЕАМ)           | Широки левичарски фронт повезан са Комунистичком партијом Грчке   | Георгиос Сијантос                                  | Народноослободилачка војска Грчке (грч. , ЕЛАС)                          | Арис Велухиотис, Стефанос Сарафис     | 50,000 + 30,000 резервиста (октобар 1944)    |
| Народна Демократска Грчка Заједница (грч. , ЕДЕС) | Венизелисти, националисти, републиканци, центристи, антикомунисти | Николаос Пластирас (номинални), Комнинос Пиромаглу | Национална група грчких герилаца (Ethnikés Omádes Ellínon Antartón/EOEA) | Наполеон Зервас                       | 12,000 + око 5,000 резервиста (октобар 1944) |
| Национално и социјално ослобођење (грч. , ЕККА)   | Социјалдемократе, републиканци, либералисти                       | Георгиос Карталис                                  | 5/42 Евзонски пук "Делвинаки"                                            | Димитриос Псарос и Еврипидис Бакирцис | 1,000 (пролеће 1943)                         |